# Aedes niveus
Aedes niveus är en tvåvingeart som först beskrevs av Karl Eichwald 1837.  Aedes niveus ingår i släktet Aedes och familjen stickmyggor. Inga underarter finns listade i Catalogue of Life.